# União Black
União Black foi uma banda brasileira formada em 1975, inicialmente como uma banda de samba que tocava em gafieiras que ocorriam na Pavuna, bairro da zona norte da cidade do Rio de Janeiro. Quando encontraram o cantor Gerson King Combo modificaram seu estilo e passaram a acompanhá-lo, além de continuarem se apresentando sozinhos. Ficariam conhecidos por terem acompanhado o cantor e compositor carioca no auge de sua carreira e do movimento Black Rio, entre 1977 e 1978, gravando um disco e participando da gravação de dois álbuns de Gerson, Gerson King Combo e Gerson King Combo - Volume II. A banda acabaria no mesmo ano de 1978 e voltaria em 2004 para participar de uma coletânea musical e para gravar o seu segundo álbum de estúdio, Banda União Black, de 2006. Após novo final, a banda voltaria com apresentações em 2014 quando, então, terminaria novamente.

## História
A banda foi formada em 1975 pelos músicos Dom Luiz (vocal), Bira (trompete), Cláudio Kafé (guitarra elétrica), Lula Barreto (baixo elétrico) e Ivan Tiririca (bateria) para tocar samba em gafieiras que ocorriam na Pavuna, bairro da zona norte da cidade do Rio de Janeiro. Entretanto, a banda mudou seu som para uma mistura de samba, jazz, funk e soul a partir do contato com Gerson King Combo, que tornou esta a sua banda para acompanhamento em discos e shows, tocando nos bailes da zona norte. Tudo mudou no dia 17 de julho de 1976, quando a jornalista Lena Frias publicou matéria de 4 páginas no caderno cultural do Jornal do Brasil sobre o movimento Black Rio, enfocando nos bailes e na atitude das pessoas. A partir daquele momento, o movimento de periferia passaria a ganhar a atenção não só da mídia e da indústria cultural brasileira, mas também do aparato repressivo do regime. Logo, diversos artistas que tinham penetração naqueles bailes - que chegavam a concentrar de 500 mil a 1 milhão e meio de pessoas por fim de semana - passaram a assinar contratos com grandes gravadoras, na tentativa destas de vender a este imenso mercado consumidor.
Assim, tanto Gerson quanto a banda assinam contrato com a gravadora PolyGram e viriam a lançar discos pelo selo Polydor. Desse modo, no ano de 1977, grava o seu disco de estreia, União Black, além do segundo álbum de Gerson e, no ano seguinte, o terceiro. A banda acabou naquele ano, por problemas de relacionamento e pelas dificuldades que passaram a enfrentar com a diminuição do interesse pelo Black Rio e o surgimento da música disco - propagandeada através de um filme e de uma novela global.
Após ficar mais de duas décadas sem nenhuma atividade, no ano de 2004 o grupo voltou com integrantes originais da primeira formação. Nesta volta, participou da coletânea Black Music Brasil, lançada pela gravadora Sky Blue Music, através do selo Som Sicam, com as faixas "Eu Pensei" (Bira e Mariano Brown); "Cris Vacilou" (Ivan Tiririca, Lula Barreto e Cláudio Kafé) e "Zorra Total" (Cláudio Kafé, Ivan Tiririca e Lula Barreto). Do disco participaram, também, Carlos Dafé, Lúcio Sherman, Dom Mita, Mariano Brown, Luís Vagner, Valmir Mello, Dom Richard e Paulinho de Souza. Em 2006, lançam seu segundo álbum de estúdio, Banda União Black, pela gravadora espanhola Distrolux SL, através do selo Vampi Soul, com distribuição internacional. Deste disco, também saíram os singles "Been so Long" e "Yeah Yeah Yeah". Com a baixa repercussão do trabalho, o grupo entra em novo hiato. No ano de 2014, a banda voltou aos palcos com seus membros originais Claudio Kafé, Lula Barreto e o vocalista Dom Luiz e participaram de show na Virada Cultural Paulista, realizado na Praça da República. Além deste, realiza outros shows no Rio de Janeiro antes de entrar em novo hiato.

## Discografia
Discografia dada pelo Dicionário Cravo Albin da Música Popular Brasileira, pelo IMMUB e pelo Discogs.

### Álbuns de estúdio
- 1977 - União Black (Polydor)
- 2006 - Banda União Black (Vampi Soul)

### Coletâneas
- 2004 - Black Music Brasil (Som Sicam) - nas faixas 2, 13 e 15

### Singles
- 2005 - Been so Long (Commonfolk)
- 2006 - Yeah Yeah Yeah (Vampi Soul)